# Ronnie Montrose
 (août 2023).
Si vous disposez d'ouvrages ou d'articles de référence ou si vous connaissez des sites web de qualité traitant du thème abordé ici, merci de compléter l'article en donnant les références utiles à sa vérifiabilité et en les liant à la section « Notes et références ».
 (août 2023).
La mise en forme du texte ne suit pas les recommandations de Wikipédia : il faut le « wikifier ».
Les points d'amélioration suivants sont les cas les plus fréquents. Le détail des points à revoir est peut-être précisé sur la page de discussion.
- Les titres sont pré-formatés par le logiciel. Ils ne sont ni en capitales, ni en gras.
- Le texte ne doit pas être écrit en capitales (les noms de famille non plus), ni en gras, ni en italique, ni en « petit »…
- Le gras n'est utilisé que pour surligner le titre de l'article dans l'introduction, une seule fois.
- L'italique est rarement utilisé : mots en langue étrangère, titres d'œuvres, noms de bateaux, etc.
- Les citations ne sont pas en italique mais en corps de texte normal. Elles sont entourées par des guillemets français : « et ».
- Les listes à puces sont à éviter, des paragraphes rédigés étant largement préférés. Les tableaux sont à réserver à la présentation de données structurées (résultats, etc.).
- Les appels de note de bas de page (petits chiffres en exposant, introduits par l'outil «  Source ») sont à placer entre la fin de phrase et le point final[comme ça].
- Les liens internes (vers d'autres articles de Wikipédia) sont à choisir avec parcimonie. Créez des liens vers des articles approfondissant le sujet. Les termes génériques sans rapport avec le sujet sont à éviter, ainsi que les répétitions de liens vers un même terme.
- Les liens externes sont à placer uniquement dans une section « Liens externes », à la fin de l'article. Ces liens sont à choisir avec parcimonie suivant les règles définies. Si un lien sert de source à l'article, son insertion dans le texte est à faire par les notes de bas de page.
- La présentation des références doit suivre les conventions bibliographiques. Il est recommandé d'utiliser les modèles {{Ouvrage}}, {{Chapitre}}, {{Article}}, {{Lien web}} et/ou {{Bibliographie}}. Le mode d'édition visuel peut mettre en forme automatiquement les références.
- Insérer une infobox (cadre d'informations à droite) n'est pas obligatoire pour parachever la mise en page.

Pour une aide détaillée, merci de consulter Aide:Wikification.
Si vous pensez que ces points ont été résolus, vous pouvez retirer ce bandeau et améliorer la mise en forme d'un autre article.
Ronnie Montrose, de son nom complet Ronald Douglas Montrose est un guitariste américain de rock, né le 29 novembre 1947 à San Francisco et mort le 3 mars 2012 à Millbrae.

## Biographie
Un groupe formé à l'origine en 1969 et nommé Sawbuck, avec Mojo Collins et Ronnie Montrose guitare, Starr Donaldson chant et guitare, Bill Church basse et Chuck Ruff batterie. Alors que le groupe commençait à enregistrer son premier album en 1971, Ronnie Montrose et Bill Church ont quitté Sawbuck pour jouer avec Van Morrison sur son cinquième disque "Tupelo Honey", ils ont été remplacés par Stephen Hatley aux claviers et à la guitare acoustique et le bassiste "Nineyear" Wooldridge et l'album est sorti en 1972. On retrouverait Chuck Ruff comme batteur éventuellement avec Edgar Winter au sein du Edgar Winter Group et Sawbuck s'est séparé peu de temps après. Ainsi, après avoir joué sur l'album Tupelo Honey de Van Morrison en 1971, il a fait les chœurs et joué la guitare sur une chanson du prochain disque de ce dernier, Saint Dominic's Preview en 1972. Et toujours en 1972, il rejoint le Edgar Winter Group où il retrouve Chuck Ruff et enregistre l'album They Only Come Out at Night qui sera le plus gros succès d'Edgar Winter avec plus de deux millions d'exemplaires vendus. 
Puis, après cette première expérience fructueuse, Ronnie Montrose est désormais mûr pour voler de ses propres ailes et il forme en 1973 son premier groupe Montrose. Il est entouré de Bill Church à la basse qu'il connaissait déjà, du batteur Denny Carmassi et d'un jeune chanteur prometteur nommé Sammy Hagar. Montrose enregistre de 1973 à 1976 quatre albums mais seuls Ronnie Montrose et Denny Carmassi participeront à tous les albums.
En 1978, après avoir dissout Montrose, il enregistre son premier album solo totalement instrumental, Open Fire, produit par Edgar Winter. Ce dernier joue aussi sur l'album, le piano, le clavecin et le synthétiseur basse. Mis à part la guitare,Ronnie joue ici des instruments plutôt rares dans un cadre rock, soit le thérémine, la mandoline et le Mandoloncelle.  
En 1979, il forme, avec le chanteur Davey Pattison, le groupe Gamma. Le groupe enregistre trois albums puis se sépare en 1983.
|
Par la suite, Ronnie Montrose poursuit sa carriėre solo, sauf en 1987, où il sort l'album Mean avec Montrose et en 2000 alors qu'il publie Gamma 4 avec Gamma.
Ronnie Montrose a également participé à de nombreuses sessions d'enregistrements pour divers artistes tels que Herbie Hancock Mwandishi (1970), Beaver & Krause Gandharva (1971),  Dan Hartman Images (1976), Lauren Wood Lauren Wood (1979), Neville Brothers, Sammy Hagar, etc..
En 1996 sort le jeu vidéo Mr. Bones dont la trame sonore a été composée par Ronnie. Cela fait partie d'une tendance plus large de musiciens établis à la fin des années 1990 qui composaient de la musique pour des jeux vidéo, d'autres exemples étant Ian McDonald qui en a fait autant pour Wachenröder en 1998 et Stewart Copeland pour Spyro the Dragon la même année.
En mai 2009, Ronnie Montrose avait lancé une action en justice contre Gary Moore pour récupérer sa guitare Gibson Les Paul modèle 1959 numéro de série 92227 volée le 20 octobre 1972 à Dudley pendant un concert du Edgar Winter Group , guitare identifiée dans la collection personnelle de Gary Moore. La plainte déposée aux États-Unis n'a pas été suivie d'une action judiciaire au Royaume-Uni, Gary Moore indiquant seulement être en possession de cette guitare depuis la fin des années 1980 sans donner plus de précisions sur l'identité du vendeur et les conditions de la transaction.
En 2010, l'album 10x10 de Ronnie Montrose a été publié à titre posthume, sur ce disque on retrouve plusieurs grands musiciens dont Edgar Winter et Rick Derringer qui jouent ensemble sur le même titre, Eric Singer ex-batteur de Kiss, Sammy Hagar - on se rappele que ce dernier a été chanteur pour le groupe Montrose -, Steve Lukather, Glenn Hughes, Phil Collen, Tommy Shaw, Mark Farner ancien de Grand Funk Railroad, Marc Bonilla ex-guitariste de Keith Emerson Band, Gregg Rolie claviériste du groupe Santana, etc.

## Mort
Ronnie Montrose est décédé des suites d'une blessure par balle auto-infligée le 3 mars 2012 à l'âge de 64 ans. On a d'abord supposé que sa mort était le résultat d'un cancer de la prostate. Cependant, le bureau du coroner du comté de San Mateo a publié un rapport confirmant que le guitariste s'était suicidé.
La toxicologie a fait état d'un taux d'alcoolémie de 0,31 % au moment du décès. Début 2012, la mort de son oncle et de Lola, son bouledogue, a aggravé ce que le magazine Guitar Player a qualifié de "dépression clinique qui le tourmentait depuis qu'il était tout petit".
Montrose laisse dans le deuil sa femme, deux enfants et cinq petits-enfants.

## Discographie

### Avec Montrose
- Montrose en 1973
- Paper Money en 1974
- Warner Bros. Presents... Montrose! en 1975
- Jump on It en 1976
- Mean en 1987

### AvecGamma
- Gamma 1 en 1979
- Gamma 2 en 1980
- Gamma 3 en 1982
- Gamma 4 en 2000

### Solo
- 1978 : Open Fire - Produit par Edgar Winter qui joue le piano, le clavecin et le synthétiseur basse.
- 1986 : Territory - Edgar Winter saxophone sur "Catscan"
- 1988 : The Speed of Sound
- 1990 : The Diva Station
- 1991 : Mutatis Mutandis
- 1994 : Music from Here
- 1996 : Mr. Bones
- 1999 : Roll Over and Play Live!
- 1999 : Bearings
- 2010 : 10x10 - publié à titre posthume - Edgar Winter, Rick Derringer, Sammy Hagar, Steve Lukather, Glenn Hughes, Phil Collen, Tommy Shaw, Mark Farner, Brad Whitford, Marc Bonilla, Gregg Rolie et Lawrence Gowan entre autres.

## Participations
- Herbie Hancock – Mwandishi (1971) "Ostinato (Suite for Angela)"
- Victoria (Domalgoski) – Victoria (1971) "Song About the Sun", "We've Got Ways to Keep High" avec Herbie Hancock
- Beaver & Krause – Gandharva (1971) "Saga of the Blue Beaver"
- Van Morrison – Tupelo Honey (1971)
- Van Morrison – The Philosopher's Stone (1971) "Ordinary People" & "Wonderful Remark" [compilation publiée en 1999]
- Kendell Kardt – Buddy Bolden (solo inédit 1971) "Buddy Bolden" & "Black Train"  avec Jerry Garcia
- Boz Scaggs – Unreleased Muscle Shoals tapes (1971)
- Sawbuck – Sawbuck (1972) "Believe" et "Lovin' Man"
- Van Morrison – Saint Dominic's Preview (1972) "Listen to the Lion" – enregistré en 1971 durant les sessions de Tupelo Honey
- Edgar Winter Group – They Only Come Out at Night (1972)
- Kathi McDonald – Insane Asylum (1973) "(Love Is Like a) Heat Wave", "Heartbreak Hotel" & "If You Need Me"
- Gary Wright – The Dream Weaver (1975) "Power of Love"
- The Beau Brummels – The Beau Brummels (1975) "Down to the Bottom"
- Dan Hartman – Images (1976) "The Party's in the Back Room" & "High Sign"
- Hoodoo Rhythm Devils – Safe in Their Homes (1976) "Safe in Their Homes" & "Teach Your Daughter"
- Tony Williams – The Joy of Flying (1978) "Open Fire"
- Nicolette Larson – In the Nick of Time (1979) "Just in the Nick of Time"
- Lauren Wood – Lauren Wood (1979) "Dirty Work" (Steely Dan cover)
- Earth Quake – Two Years in a Padded Cell (1979) "Trouble"
- Jamie Sheriff – No Heroes (1980) "Soldier"
- Paul Kantner – Planet Earth Rock and Roll Orchestra (1983) "(She Is a) Telepath"
- The Neville Brothers – Uptown (1987) "Whatever It Takes"
- Various Artists – Guitar Speak (1988) "Blood Alley 152"
- Heist – High Heel Heaven (1989) "She Needs Love", "Tighter"
- Various Artists – Born to Ski soundtrack (1991) "Born to Ski"
- Marc Bonilla – EE Ticket (1991) "Razorback"
- Marc Bonilla – American Matador (1993) "I Am the Walrus" (instrumental cover)
- Anti-M – Positively Negative (1995) "Security", "Television", "Lonely" et "Iniki"
- Glenn Hughes – Addiction (1996) "Justified Man"
- Edgar Winter – The Real Deal (1996) "Eye of the Storm"
- Kevin Crider  – Signatures (1996) "Stratovision"
- Sammy Hagar – Marching to Mars (1997) "Leaving the Warmth of the Womb"
- C.J. Hutchins – Out of These Hands (1998) "Cannonball" (bass), "Cross-Leg", "Rock Me to Sleep", "Out of These Hands", "What Went Wrong" (bass) & "Circus Song"
- David Culiner – Implode (1999) "Human Shield"
- Jerry Jennings – Shortcut to the Center (1999) [Released in 2005] "Observation" (acoustic), "One Blue Lady" (lead)
- Bruce Turgon – Outside Looking in (2005) "Outside Looking in"
- Various Artists – The Songs of Pink Floyd (2002) & Back Against the Wall (2005) "Another Brick in the Wall (Pt. 2)"
- Various Artists – Secondhand Smoke – A Tribute to Frank Marino (2005) "Try for Freedom"

### Jeux vidéo
- Mr. Bones en 1996